# جزیره کامپانا
جزیره کامپانا (به اسپانیایی: Campana Island) یک جزیره در شیلی است.

## خصوصیات
جزیره کامپانا ۱٬۱۸۷٫۸ کیلومترمربع مساحت دارد.